# Плужна (Бовец)
Плужна (словен. Plužna, итал. Plùsina di Plezzo) је насељено место у општини Бовец, Горишка регија, Словенија.

## Историја
До територијалне реорганизације у Словенији била је у саставу старе општине Толмин.

## Становништво
У попису становништва из 2011. године, Плужна је имала 54 становника.
| Број становника према пописима | Број становника према пописима | Број становника према пописима |
| ------------------------------ | ------------------------------ | ------------------------------ |
| 1991                           | 2002                           | 2011                           |
| 56                             | 42                             | 54                             |

Напомена: Године 1982. умањено за део насеља који је припојен насељу Бовец.

## Галерија
- детаљ
- водопад "Вирје".
- водопад "Бока".
- Кућа Петра Скалара у близини Високом Канину
- поток Глијун
- брана на Глијуну
- „Плужна“, језеро
- врхови Лопа и Чрнела
- пејзаж
- „Срница“, авантуристички парк
- планина Горичица
- ловачка колиба на Горичици